# Per Kirkeby

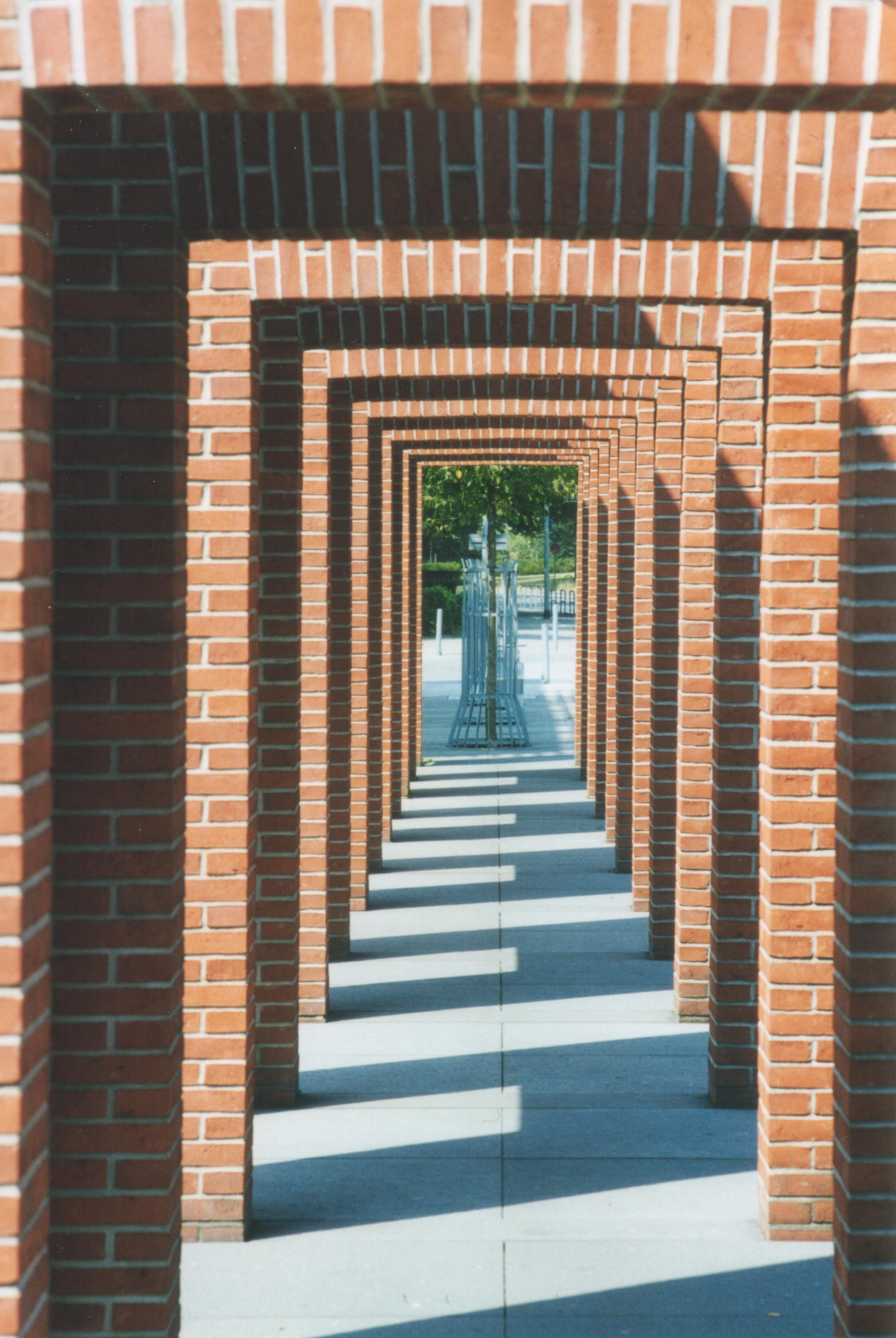
Frankfurt am Main Kirkeby: "Wat ik deed met baksteensculptuur is een vorm van minimal art. Bakstenen stapelen is minimalisme: je volgt regels, je kan niet anders."

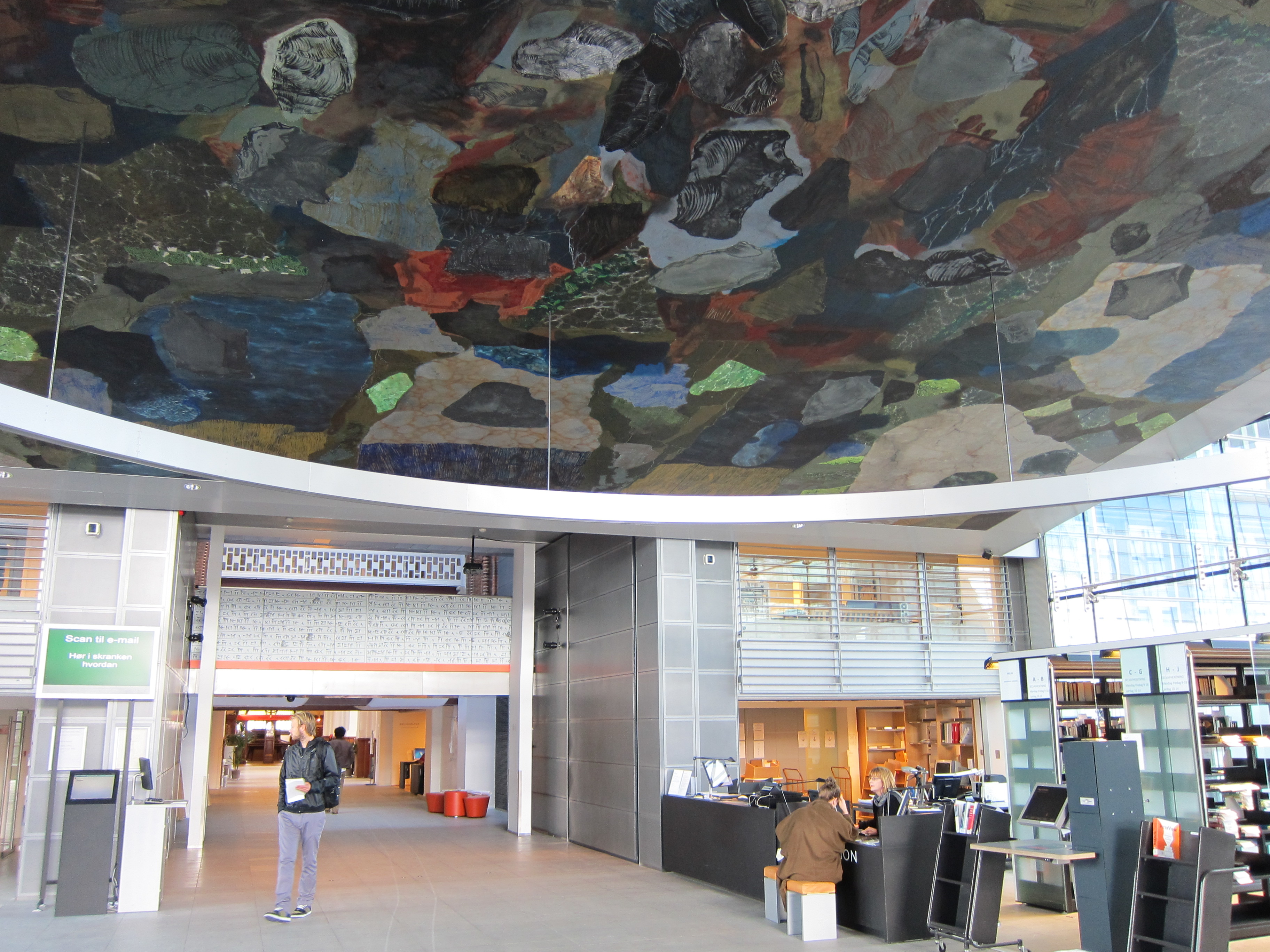
Fresco in de Royal Danish Library. Kirkeby: "Een schilderij heeft iets emotioneels. Soms weet ik zelf niet waar het over gaat en soms is het zo beschamend dat ik het niet kan vertellen.

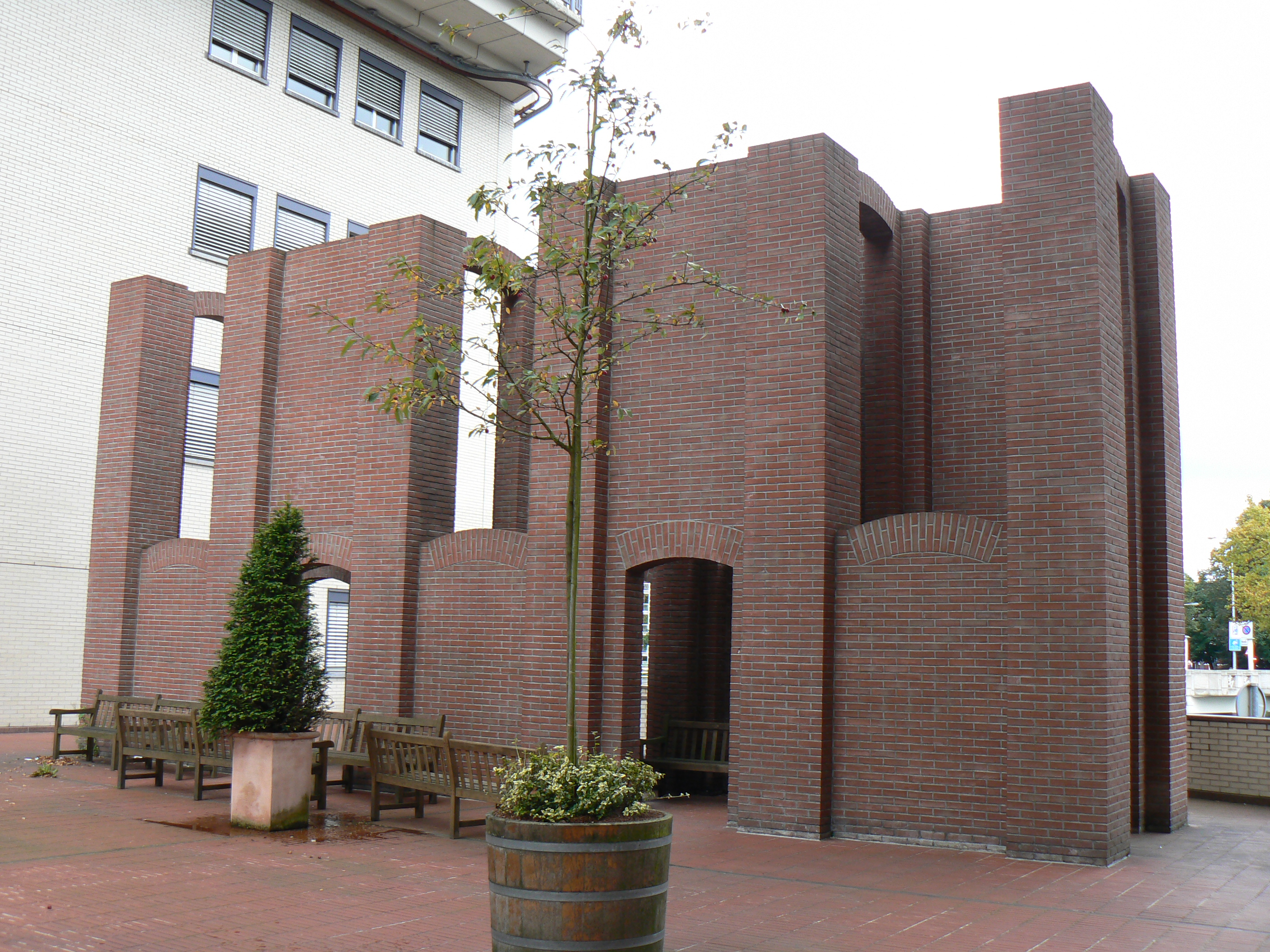
Groningen

Per Kirkeby (Kopenhagen, 1 september 1938 – aldaar, 9 mei 2018) was een Deense schilder, beeldhouwer en architect bekend van zijn geometrische architectonische sculpturen van baksteen. Van oorsprong was hij geoloog. Zijn schilderijen over de ontembare, verraderlijke natuur, bestaan uit verschillende, zacht gemoduleerde kleurlagen en -velden waarbij de invloed van zijn geologiestudie voelbaar is. Niet het geabstraheerde onderwerp, maar de schilderkunst staat centraal. Kirkeby leefde en werkte in Kopenhagen, op het eiland Læsø, in Frankfurt am Main en in Arnasco, Italië. Thema's van zijn werken zijn het landschap en de aarde als oerkracht die hij tot uitdrukking wilde brengen in schilderijen van aardlagen, grotten, fossielen, gletsjers, rotsformaties, telkens geschilderd op de grens van het abstracte en het figuratieve.

## Leven en werk
Per Kirkeby studeerde van 1957 tot 1964 natuurkunde en geologie aan de Universiteit van Kopenhagen. In 1958 nam hij deel aan een expeditie naar Groenland. In de jaren zestig deed hij performances en werkte hij met de Fluxuskunstenaars Joseph Beuys en Nam June Paik. In 1962 sloot hij zich aan bij de avantgardistische kunstenaarsgroep Den Eksperimenterende Kunstskole van Poul Gernes en de kunsthistoricus Troels Andersen. Hij hield zich bezig met grafisch werk, film en installaties. In 1971 maakte hij een reis om de Mayacultuur in Midden-Amerika te bestuderen. Begin jaren zeventig keerde Kirkeby zich af van de informele schilderkunst van de jaren vijftig en sloot hij aan bij de Popart die hij daarvoor bekritiseerde en afwees. In 1973 ontstond "Huset" (Huis), zijn eerste baksteensculptuur in een openbare ruimte. Het jaar daarop volgden de eerste olieverven en bij de aanvang van de jaren tachtig vervaardigde hij bronzen plastieken, volumineuze olieverfschilderijen en monumentale, monolithische baksteensculpturen, waaronder Baksteen beeld met vijver in Amsterdam. In 1978 werd Kirkeby hoogleraar aan de Kunstacademie Karlsruhe en in 1989 aan de Städelschule in Frankfurt am Main. Hij doceerde er tot 2000. Margrethe II van Denemarken verleende hem de exclusieve Medaille "Ingenio et Arti".

Men zegt dat ik landschappen schilder, maar dan zijn het wel pornografische landschappen want ik mishandel en verkracht ze. Ik ben ouderwets. Ik zit in mijn atelier, kijk naar buiten en zie de tuin. Ik kopieer het groen. Ik kan alleen schilderen wat ik zie, pure abstractie ken ik niet.
— Per Kirkeby in: De Morgen, februari 2012

## Inspiratie
Kirkeby wordt omschreven als even beroemd als onbekend. Geschiedenis was belangrijk voor hem. Hij verzamelde de correspondentie van Matisse, brieven van Van Gogh en Samuel Beckett. Inspiratie vond hij bij hen en bij Picasso, Kurt Schwitters en Asger Jorn.

## Tentoonstellingen
In 1982 nam hij deel aan de tentoonstelling Zeitgeist en in 1984 aan Von hier aus – Zwei Monate neue deutsche Kunst in Düsseldorf – twee exposities die het neo-expressionisme op de kaart zetten. Naast talrijke tentoonstellingen in alle grote musea nam hij vaak deel aan de Biënnale van Venetië en was hij present op de documenta 7 en 9 in Kassel. Het Kröller-Müller Museum in Otterlo kocht in 1988 een baksteensculptuur voor het beeldenpark. Twee andere werken bevinden zich in Rotterdam (Museum Boijmans Van Beuningen) en in Groningen. Sinds 1995 hield Kirkeby zich meer bezig met architectuur en ontwierp hij gebouwen voor de Stiftung Insel Hombroich. Naar aanleiding van het Europees voorzitterschap van Denemarken was Kirkeby in het voorjaar van 2012 te zien in BOZAR (Paleis voor Schone Kunsten) in Brussel.

## Film
Kirkeby maakte landschapsfilms voor Breaking the Waves van Lars Von Trier uit 1996.

## Galerij

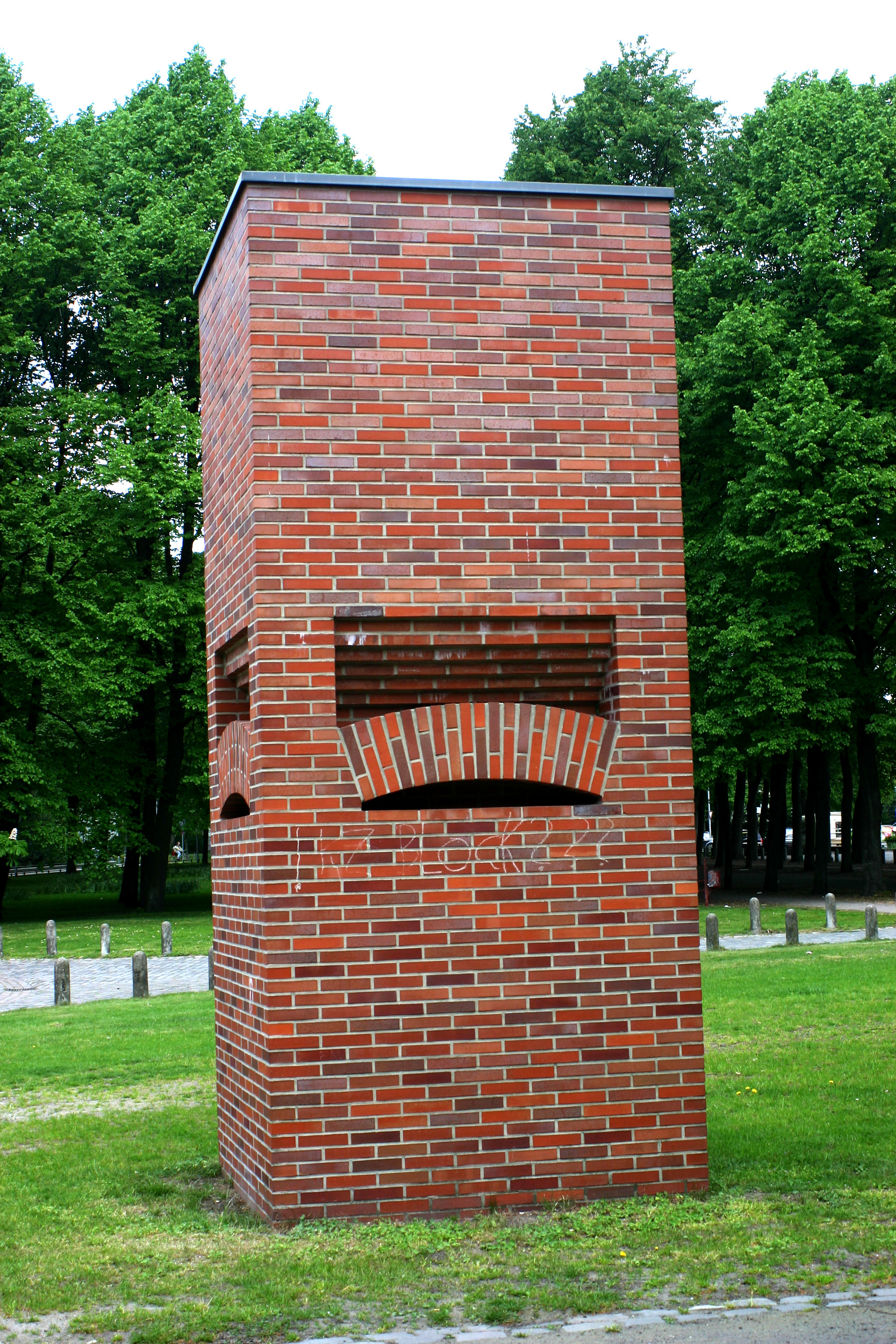
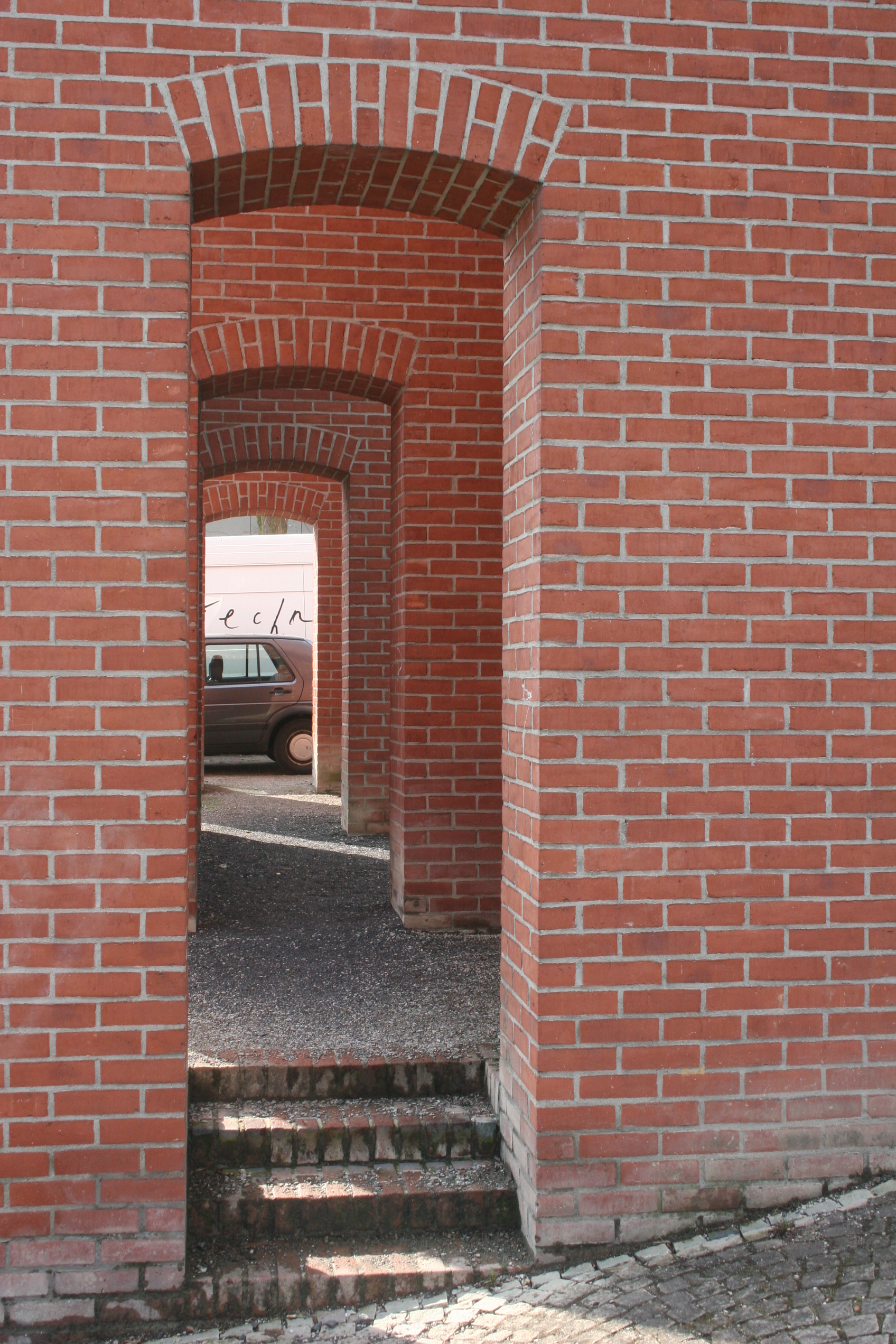
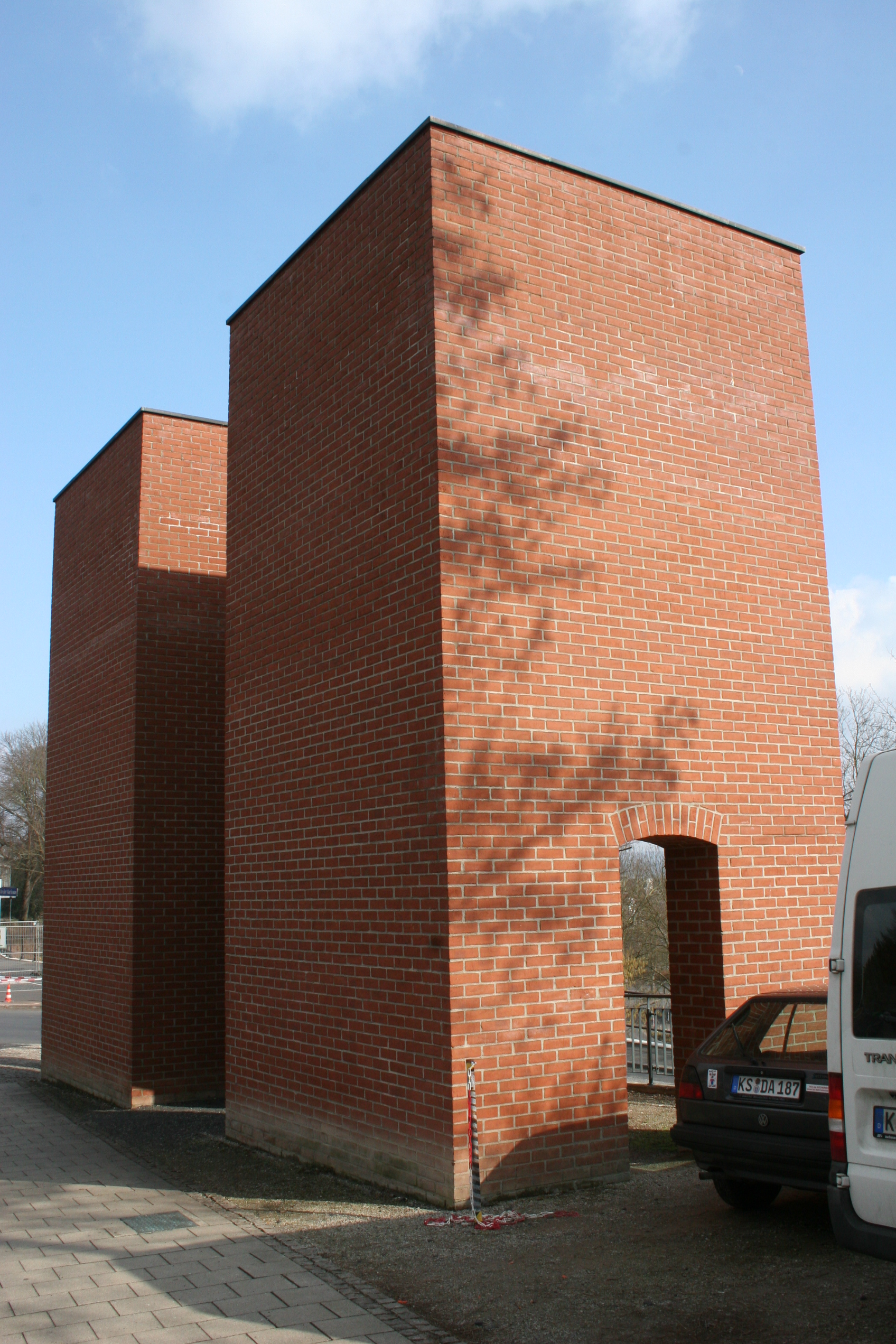
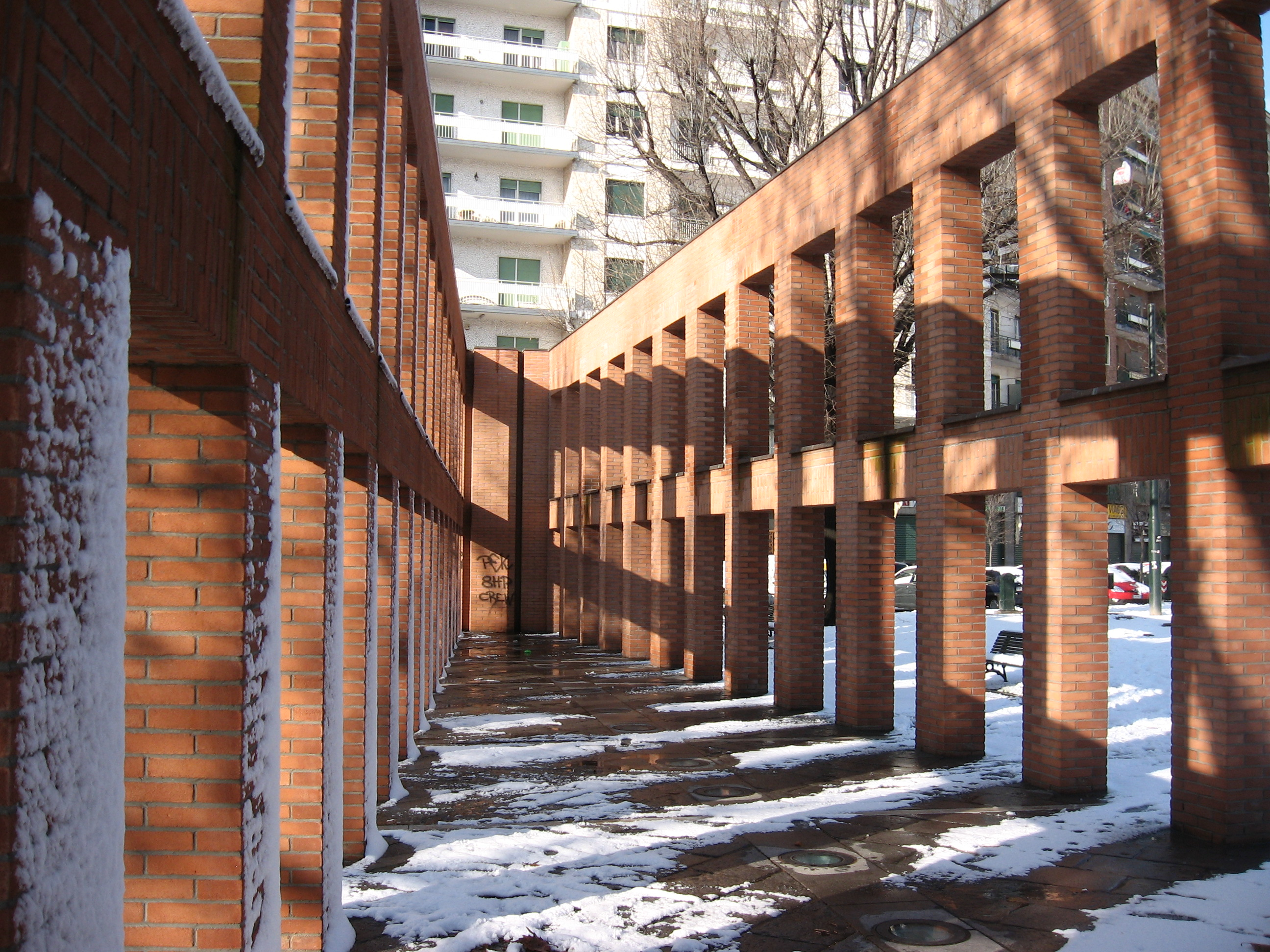
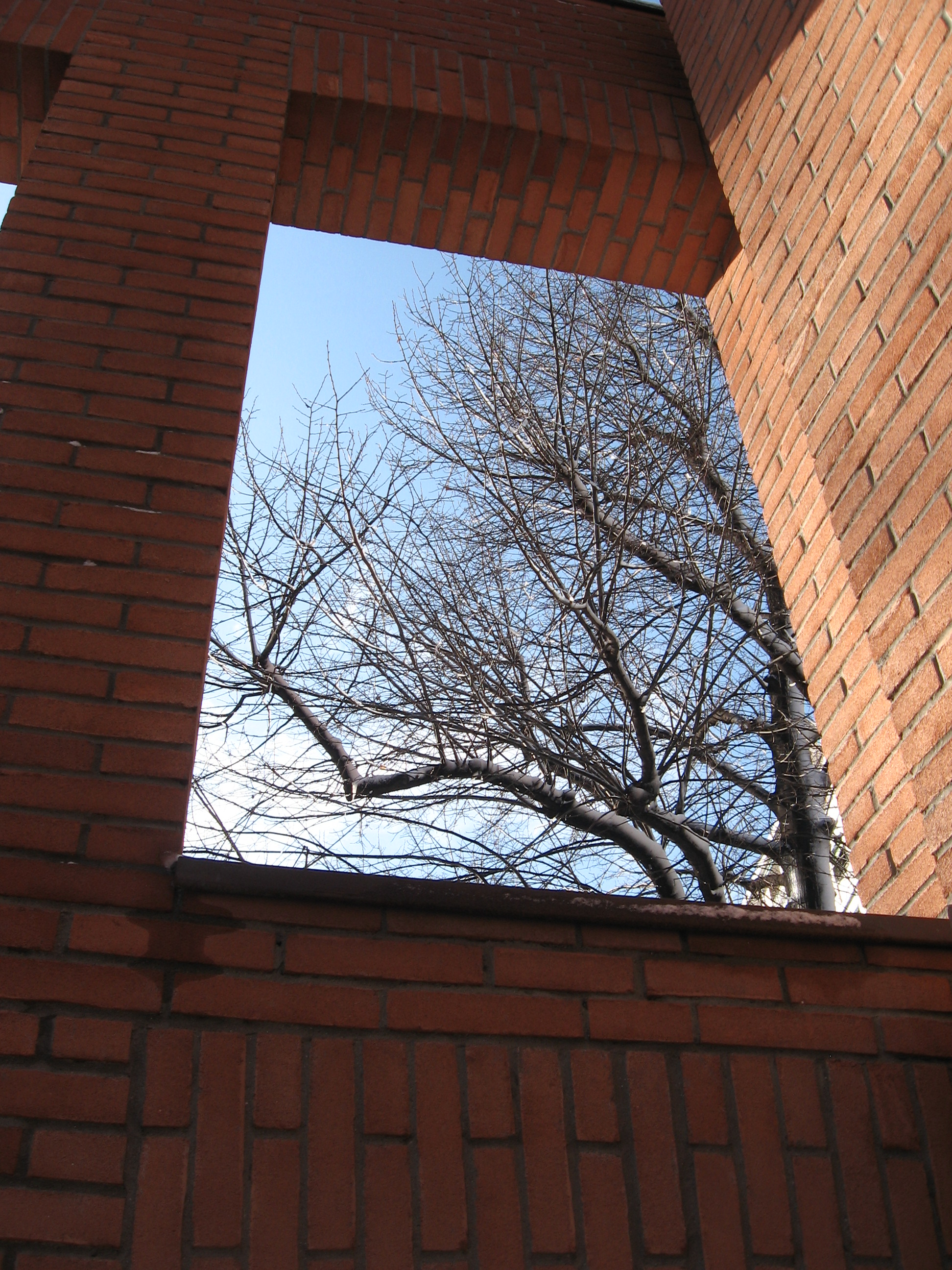